# 군산진포초등학교
군산진포초등학교는 대한민국 전북특별자치도 군산시 나운동에 있는 공립 초등학교이다.

## 학교 연혁
- 2006년 4월 1일: 개교
- 2006년 3월 1일: 군산진포초등학교 개교
- 2007년 2월 15일: 제1회 졸업장 수여식

## 참고 자료
- 군산진포초등학교 - 한국교육학술정보원 학교알리미